# Ломаков
Ломаков (Ломаково) — посёлок в Дубровском районе Брянской области, в составе Сергеевского сельского поселения.
Расположен в 1,5 км к востоку от деревни Барковичи. Население — 5 человек (2010).
Возник в 1920-е годы; до 1959 входил в Деньгубовский сельсовет.
| Годы      | 1926 | 1979 | 1989 | 2002 | 2010 |
| --------- | ---- | ---- | ---- | ---- | ---- |
| Население | 125  | 34   | 11   | 5    | 5    |